# Metin Erksan
Metin Erksan est un réalisateur turc, né le 1er janvier 1929 à Çanakkale et mort le 4 août 2012 à Istanbul. Son film Un été sans eau obtint l'Ours d'or du meilleur film à la Berlinale.

## Filmographie partielle
- 1953 : Karanlik dünya
- 1954 : Beyaz cehennem
- 1955 : Yolpalas cinayeti
- 1956 : Ölmüs bir kadinin evraki metrukesi
- 1958 : Dokuz dagin efesi
- 1959 : Hicran yarasi
- 1960 : Soför Nebahat
- 1960 : Gecelerin ötesi
- 1961 : Oy farfara farfara
- 1961 : Mahalle arkadaslari
- 1962 : Aci hayat
- 1962 : Yilanlarin öcü
- 1962 : Sahte nikah
- 1962 : Çifte kumrular
- 1964 : Istanbul kaldirimlari
- 1964 : Un été sans eau (Susuz yaz)
- 1964 : Suçlular aramizda
- 1965 : Le temps d'aimer / Time to Love (Sevmek zamani)
- 1966 : Ölmeyen ask
- 1967 : Ayrilsak da beraberiz
- 1968 : Kuyu
- 1969 : Iki günahsiz kiz: Iki hikayeli film
- 1969 : Daglar kizi Reyhan
- 1969 : Atesli cingene
- 1970 : Sevenler ölmez
- 1970 : Reyhan
- 1970 : Eyvah
- 1971 : Makber
- 1971 : Hicran
- 1971 : Feride
- 1972 : Süreyya
- 1972 : Keloglan ve can kiz
- 1973 : Dagdan inme
- 1974 : Seytan